# Colletes ottomanus
Colletes ottomanus là một loài Hymenoptera trong họ Colletidae. Loài này được Noskiewicz mô tả khoa học năm 1958.